# Stephanie Corneliussen

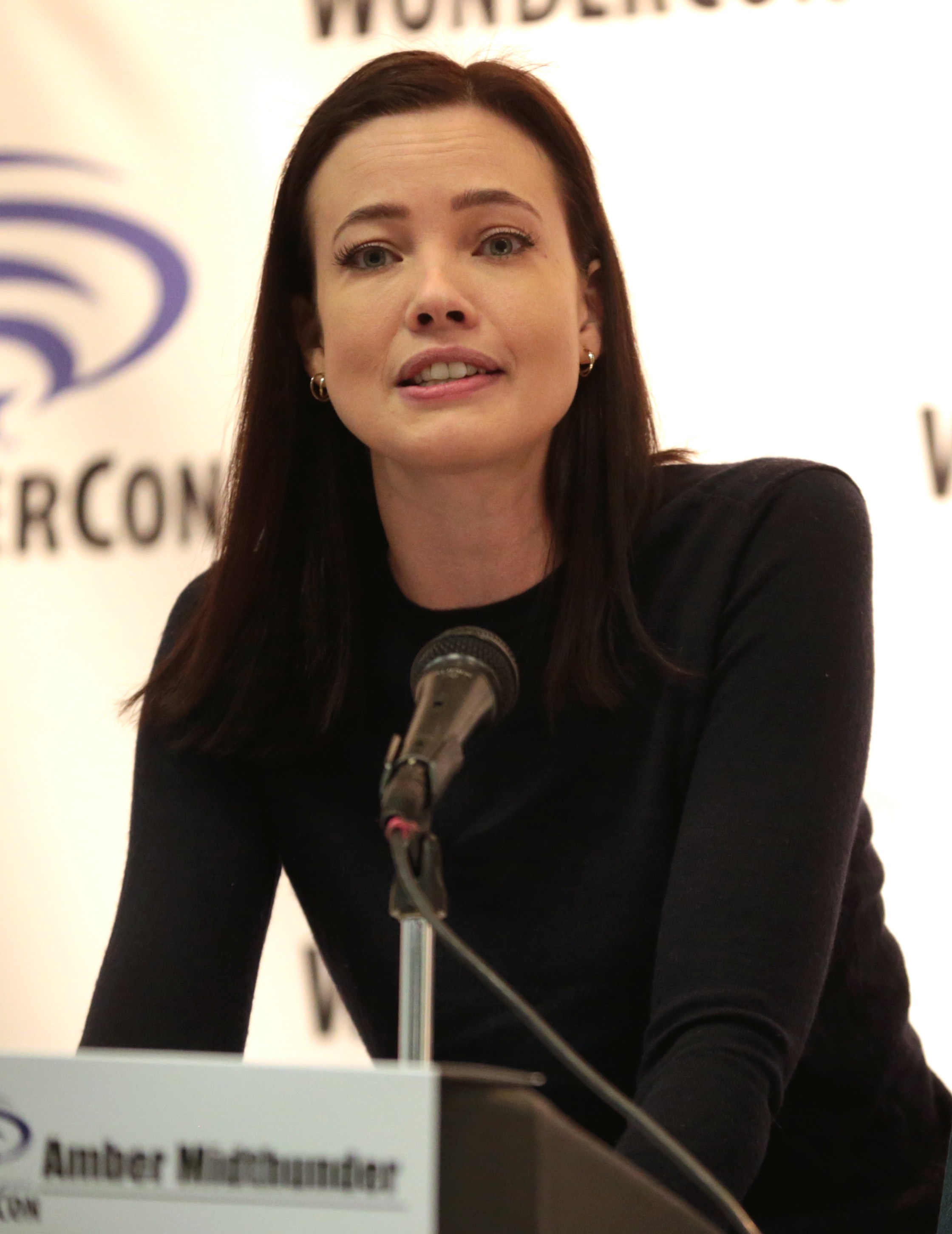
Stephanie Corneliussen bei der WonderCon 2017

Stephanie Corneliussen (* 28. April 1987 in Kopenhagen, Dänemark) ist eine dänische Fernseh- und Filmschauspielerin sowie Model.

## Leben
Corneliussen, die in Kopenhagen geboren wurde, besuchte die Johannesskolen in Frederiksberg und nahm Ballettunterricht. Sie besitzt einen Abschluss in Grafikdesign.
Als Model wurde sie erstmals im Alter von 13 Jahren gecastet. Seit 2011 lebt sie hauptsächlich in Los Angeles.
Corneliussen zierte als Weiße Nonne die Promotionsplakate und Cover der US-amerikanischen Fernsehserie American Horror Story: Asylum.
Ihre im deutschsprachigen Raum bekannteste Rolle ist die der Joanna Wellick, die sie in der Fernsehserie Mr. Robot, in Staffel 1 zunächst als Nebenrolle, ab der zweiten Staffel als Hauptrolle innehat.
Des Weiteren wurde sie als wiederkehrende Darstellerin der Valentina Vostok in der The-CW-Serie DC’s Legends of Tomorrow gecastet.

## Filmografie (Auswahl)
- 2013: Hänsel und Gretel: Hexenjäger (Hansel & Gretel: Witch Hunters)
- 2014: Royal Pains (Fernsehserie, Folge 6x11 Partnerwechsel)
- 2014: Hello Ladies (Fernsehserie, Folge Hello Ladies: The Movie)
- 2015: The Exes (Fernsehserie, Folge 4x13 Him)
- 2015: Bad Judge (Fernsehserie, Folge 1x13 Case Closed)
- 2015–2017: Mr. Robot (Fernsehserie, 16 Folgen)
- 2016: Legends of Tomorrow (DC’s Legends of Tomorrow, Fernsehserie, 2 Folgen)
- 2018: Deception – Magie des Verbrechens (Deception, Fernsehserie, 6 Folgen)
- 2019: Legion (Fernsehserie, 4 Folgen)
- 2022: The Invitation – Bis dass der Tod uns scheidet (The Invitation)